# Uncial (skrift)
Ved en uncialskrift forstås en håndskriftstil fra middelalderen. De tidligste uncialer forekommer i det 4. århundrede, og de er i brug til det 9. århundrede. Der er tale om en majuskelskrift, dvs. den er baseret på de romerske håndskrevne majuskler, som vi kender som "store bogstaver" (i modsætning til minuskler, "små bogstaver"). Forlægget for skriften kan være den romerske rustica-skrift .
Skriften er tilpasset skrivning med en bred pen (enten fjerpen), der, når den holdes på skråt, afsætter smalle og brede streger. eller rørpen. De enkelte bogstaver er runde i formen.
Uncialerne blev efterhånden til en minuskelskrift, idet bogstaverne nærmede sig det, som vi kender som "små bogstaver". Denne type kaldes halvuncialer.
Der udvikles i løbet af middelalderen forskellige typer. Under Karl den Store tilstræbes en ensretning af skriften i riget for at lette kommunikation. Munken Alcuin af York tilskrives dette arbejde. Resultatet var den karolingiske minuskel, der er let at læse.
De gamle uncialer kunne nu bruges som store begyndelsesbogstaver ved indledningen af et nyt afsnit. Typografisk blev begrebet uncial brugt til store indledningsbogstaver, selv om der ikke længere brugtes uncialskrift.
Uncialskriften fortrængtes i mange lande efterhånden af "brudte skrifter" (textur, fraktur og schwabacher), der udnyttede papir og pergament bedre.
I Italien i renæssancen blev minuskelskriften kombineret med store bogstaver fra antikke romerske indskrifter og blev til antikvaskrifterne.